# Rochetaillée-sur-Saône

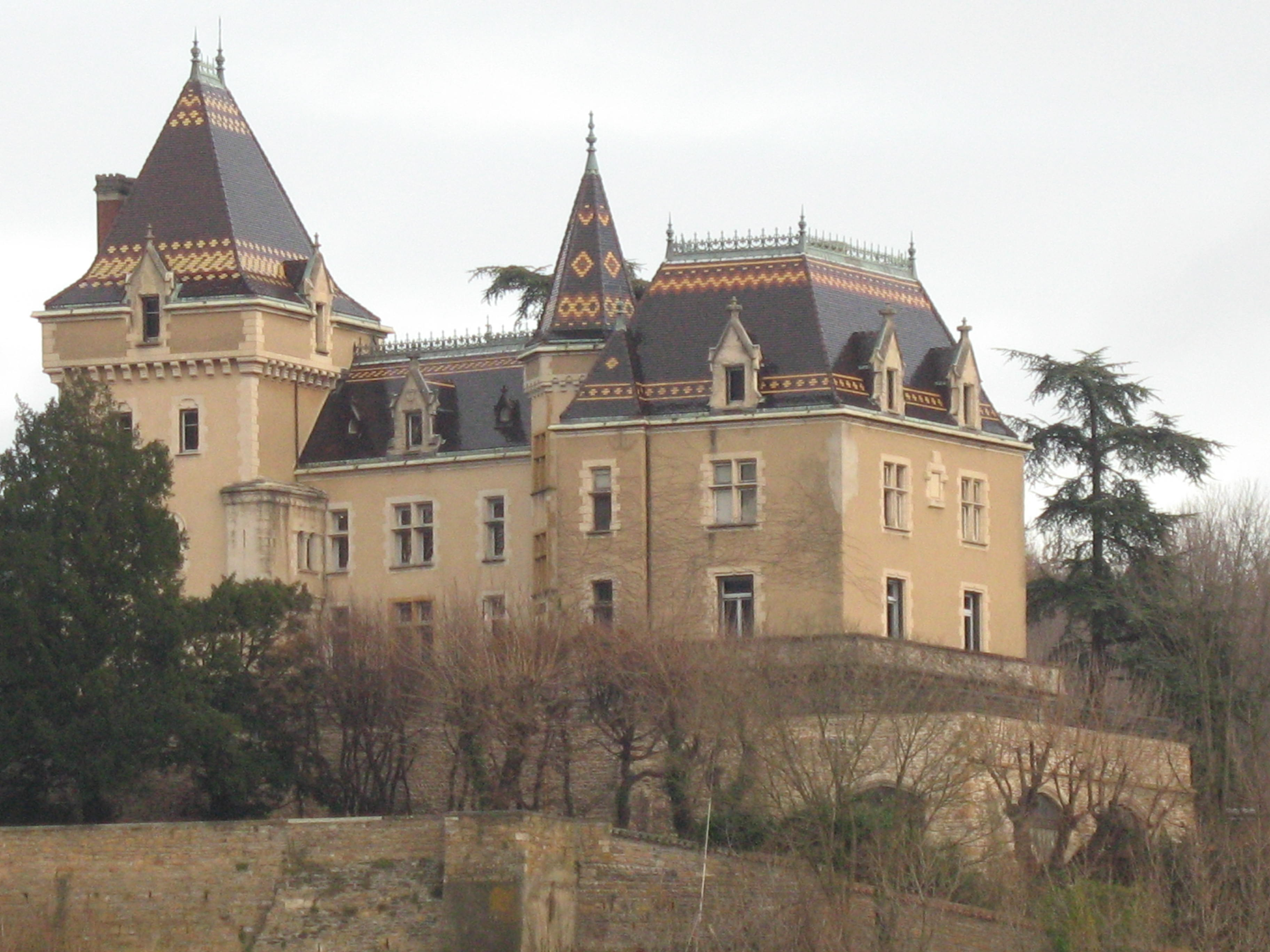
Zamek w Rochetaillée-sur-Saône, 2008

Rochetaillée-sur-Saône – miejscowość i gmina we Francji, w regionie Owernia-Rodan-Alpy, w departamencie Rodan.
Według danych na rok 1990 gminę zamieszkiwały 903 osoby, a gęstość zaludnienia wynosiła 700 osób/km² (wśród 2880 gmin regionu Rodan-Alpy Rochetaillée-sur-Saône plasuje się na 836. miejscu pod względem liczby ludności, natomiast pod względem powierzchni na miejscu 1707.).